# Guido Pini
Guido Pini (Borgo San Lorenzo, Italia, 10 de enero de 2008) es un piloto italiano de motociclismo que pertenece al equipo Liqui Moly Dynavolt Intact GP de la categoría de Moto3 del Campeonato Mundial.

## Biografía
Pini se unió a la European Talent Cup para la temporada 2021 a la temprana edad de 13 años, anotó puntos regularmente en la segunda mitad del año. Permaneció en la misma categoría en 2022 y ganó el título en apenas su segunda temporada completa, a los 15 años.
En 2023, fue seleccionado para competir en la Red Bull MotoGP Rookies Cup, donde logró 2 podios. También participó en su tercera temporada en la European Talent Cup donde quedó subcampeón.
Pini firmó un contrato para participar en el JuniorGP de 2024 a bordo de una KTM y también se le ofreció un segundo año en la Red Bull Rookies Cup. Sin embargo, durante las pruebas de pretemporada, sufrió una fractura en el codo izquierdo, justo después de recuperarse de una fractura de escafoides y radio en la mano derecha, lo que le obligó a perderse las primeras rondas de ambas categorías. Finalmente, Pini se recuperó y logró varios podios y victorias en el JuniorGP, terminando la temporada como subcampeón del campeonato, a pesar de perderse casi la mitad de las carreras.

### Campeonato del Mundo de Moto3
El 13 de diciembre de 2024, Intact GP anunció que Pini completaría su alineación de pilotos para 2025, junto con David Muñoz.
Durante los entrenamientos de pretemporada, Pini sufrió una caída que le provocó fracturas en ambas piernas, dos meses antes del inicio de la temporada. Se recuperó a tiempo y estuvo en condiciones de competir en la primera ronda. Pini comenzó la temporada con dos abandonos consecutivos en las rondas de Tailandia y Argentina, pero terminó en los puntos en las tres carreras siguientes, incluyendo un séptimo puesto en Jerez.

## Resultados

### European Talent Cup
(Carreras en negrita indica pole position, carreras en cursiva indica vuelta rápida)
| Temp. | 1      | 2       | 3      | 4      | 5      | 6       | 7       | 8     | 9      | 10     | 11     | 12     | Pos. | Pts. |
| ----- | ------ | ------- | ------ | ------ | ------ | ------- | ------- | ----- | ------ | ------ | ------ | ------ | ---- | ---- |
| 2021  | EST 23 | EST 21  | VAL 22 | VAL 24 | CAT 20 | POR Ret | ARA Ret | ARA C | JER 13 | JER 10 | VAL 11 | VAL 10 | 18.° | 20   |
| 2022  | EST 3  | EST 4   | VAL 4  | VAL 2  | CAT 5  | JER 7   | JER 9   | POR 5 | ARA 1  | ARA 2  | VAL 2  |        | 1.°  | 165  |
| 2023  | EST 8  | EST Ret | VAL 2  | VAL 6  | JER 3  | JER 2   | POR 3   | CAT 1 | ARA 5  | ARA 3  | VAL 1  |        | 2.°  | 167  |

### Red Bull MotoGP Rookies Cup
(Carreras en negrita indica pole position, carreras en cursiva indica vuelta rápida)
| Temp. | 1      | 2       | 3     | 4       | 5     | 6     | 7       | 8      | 9       | 10      | 11     | 12     | 13      | 14    | Pos. | Pts. |
| ----- | ------ | ------- | ----- | ------- | ----- | ----- | ------- | ------ | ------- | ------- | ------ | ------ | ------- | ----- | ---- | ---- |
| 2023  | POR 12 | POR Ret | JER 8 | JER Ret | LEM 5 | LEM 2 | MUG Ret | MUG 3  | ASS Ret | ASS Ret | RBR 18 | RBR 13 | MIS Ret | MIS 5 | 11.° | 73   |
| 2024  | JER    | JER     | LMS   | LMS     | MUG   | MUG   | ASS WD  | ASS WD | RBR 8   | RBR 4   | ARA 10 | ARA 7  | MIS 11  | MIS 6 | 13.° | 51   |

### Campeonato del Mundo de Motociclismo
Sistema de puntuación de 1993 hasta 2022:
| Posición | 1.º | 2.º | 3.º | 4.º | 5.º | 6.º | 7.º | 8.º | 9.º | 10.º | 11.º | 12.º | 13.º | 14.º | 15.º |
| Puntos   | 25  | 20  | 16  | 13  | 11  | 10  | 9   | 8   | 7   | 6    | 5    | 4    | 3    | 2    | 1    |

Sistema de puntuación desde 2023 en adelante:
| Posición       | 1.º | 2.º | 3.º | 4.º | 5.º | 6.º | 7.º | 8.º | 9.º | 10.º | 11.º | 12.º | 13.º | 14.º | 15.º |
| Puntos         | 25  | 20  | 16  | 13  | 11  | 10  | 9   | 8   | 7   | 6    | 5    | 4    | 3    | 2    | 1    |
| Carrera sprint | 12  | 9   | 7   | 6   | 5   | 4   | 3   | 2   | 1   |      |      |      |      |      |      |

#### Por categoría
| Cat.  | Temporadas    | 1.er Gran Premio | 1.er Podio    | 1.ª Victoria  | Carreras | Victorias | Podios | Poles | V.Ráp. | Pts. | CM |
| ----- | ------------- | ---------------- | ------------- | ------------- | -------- | --------- | ------ | ----- | ------ | ---- | -- |
| Moto3 | 2025-presente | Tailandia 2025   |               |               |          |           |        |       |        | *    | *  |
| Total | 2025–Presente | 2025–Presente    | 2025–Presente | 2025–Presente |          |           |        |       |        |      |    |

#### Por temporada
| Temp. | Cat.  | Moto | Equipo              | Carreras | Victorias | Podios | Poles | V.Ráp. | Pts. | Pos |
| ----- | ----- | ---- | ------------------- | -------- | --------- | ------ | ----- | ------ | ---- | --- |
| 2025  | Moto3 | KTM  | Dynavolt Contact GP |          |           |        |       |        | *    | *   |
| Total |       |      |                     |          |           |        |       |        |      |     |

- * Temporada en curso.

#### Carreras por año
| Año  | Cat.  | Moto | 1       | 2       | 3      | 4      | 5     | 6      | 7     | 8      | 9       | 10      | 11    | 12     | 13    | 14  | 15  | 16  | 17  | 18  | 19  | 20  | 21  | 22  | Pos. | Pts. |
| ---- | ----- | ---- | ------- | ------- | ------ | ------ | ----- | ------ | ----- | ------ | ------- | ------- | ----- | ------ | ----- | --- | --- | --- | --- | --- | --- | --- | --- | --- | ---- | ---- |
| 2025 | Moto3 | KTM  | THA Ret | ARG Ret | AME 11 | QAT 10 | SPA 7 | FRA 17 | GBR 7 | ARA 19 | ITA Ret | NED Ret | GER 7 | CZE 10 | AUT 9 | HUN | CAT | RSM | JPN | INA | AUS | MAL | POR | VAL | 14.° | 51   |

| Color     | Resultado                                                               |
| --------- | ----------------------------------------------------------------------- |
| Oro       | Ganador                                                                 |
| Plata     | 2.ª plaza                                                               |
| Bronce    | 3.ª plaza                                                               |
| Verde     | Finalizó en los puntos                                                  |
| Azul      | Finalizó sin puntos                                                     |
| Azul      | NC - No clasificado                                                     |
| Violeta   | Ret - No terminó (Carrera)                                              |
| Rojo      | DNQ - No se clasificó                                                   |
| Negro     | DSQ - Descalificado                                                     |
| Blanco    | DNS - No empezó (carrera)                                               |
| Blanco    | WD - Retirado (fin de semana)                                           |
| Blanco    | C - Carrera cancelada                                                   |
| Sin color | DNP - Inscrito pero no participó                                        |
| Sin color | INJ - Lesionado                                                         |
| Sin color | EX - Excluido                                                           |
| Estado    | Resultado                                                               |
| Negrita   | Pole position                                                           |
| Cursiva   | Vuelta rápida                                                           |
| x         | Posición en carrera sprint                                              |
| †         | Abandona, pero clasifica al completar el porcentaje requerido para ello |